# Kaszimovi járás

A Kaszimovi járás a Rjazanyi területen

A Kaszimovi járás (oroszul: Касимовский район) Oroszország egyik járása a Rjazanyi területen. Székhelye Kaszimov.

## Népesség
- 1989-ben  41 422 lakosa volt.
- 2002-ben 35 365 lakosa volt.
- 2010-ben 29 602 lakosa volt.